# Pakistan op de Olympische Zomerspelen 1972
Pakistan nam deel aan Olympische Zomerspelen 1972 in München, West-Duitsland. Voor de vijfde keer op rij won het hockeyteam een medaille. De titelhouder haalde dit keer zilver.

## Medailleoverzicht
| Sport  | Olympiër | Discipline | Medaille |
| ------ | --- | ---------- | -------- |
| Hockey | Mohammad Asad Malik Saeed Anwar Saleem Sherwani Mohammad Aslam Munawwaruz Zaman Zahid Sheikh Fazalur Rehman Shahnaz Sheikh Abdul Rashid Akhtarul Islam Islahuddin Mudassar Asghar Jahangir Butt Iftikhar Syed Riaz Ahmed Akhtar Rasool Umar Farooq | mannen     | Zilver   |

## Deelnemers en resultaten

### Atletiek
| Olympiër                                                            | Discipline      | Resultaat | Prestatie              |
| ------------------------------------------------------------------- | --------------- | --------- | ---------------------- |
| Nusrat Iqbal Sahi                                                   | 200m (m)        | 51e       | serie 8: 5de in 22,07  |
| Nusrat Iqbal Sahi                                                   | 400m (m)        | 61e       | serie 1: 8ste in 49,57 |
| Mohammad Siddiq                                                     | 800m (m)        | 49e       | serie 8: 7de in 1.52,6 |
| Mohammad Younus                                                     | 1500m (m)       | 38e       | serie 4: 7de in 3.44,1 |
| Bashir Ahmed                                                        | 110m horden (m) | 36e       | serie 1: 8ste in 15,38 |
| Norman Brinkwort                                                    | 400m horden (m) | 35e       | serie 2: 7de in 54,67  |
| Mohammad Younus Norman Brinkworth Mohammad Siddiq Nusrat Iqbal Sahi | 4x100m (m)      | DNS       | serie 1: niet gestart  |
| Mohamad Younas Norman Brinkworth M. Seediq Iqbal Nusrat             | 4x400m (m)      | DNS       | serie 3: niet gestart  |

### Boksen
| Olympiër      | Discipline  | Resultaat | Prestatie                                                   |
| ------------- | ----------- | --------- | ----------------------------------------------------------- |
| Jan Baloch    | -51kg (m)   | 17e       | 1ste ronde: vrij 2de ronde: V van BUL Kostadinov: knock-out |
| Malang Baloch | -63,5kg (m) | 17e       | 1ste ronde: V van GBR Moughton: 0-5                         |

### Gewichtheffen
| Olympiër              | Discipline | Resultaat | Prestatie                                                                                     |
| --------------------- | ---------- | --------- | --------------------------------------------------------------------------------------------- |
| Mohammad Arshad Malik | -75kg (m)  | 19e       | drukken: 22ste met 117,5kg trekken: 19de met 107,5kg stoten: 18de met 147,5kg totaal: 372,5kg |

### Hockey
| Olympiër | Discipline | Resultaat | Prestatie |
| --- | ---------- | --------- | --- |
| Mohammad Asad Malik Saeed Anwar Saleem Sherwani Mohammad Aslam Munawwaruz Zaman Zahid Sheikh Fazalur Rehman Shahnaz Sheikh Abdul Rashid Akhtarul Islam Islahuddin Mudassar Asghar Jahangir Butt Iftikhar Syed Riaz Ahmed Akhtar Rasool Umar Farooq | mannen     | Zilver    | groep A: 2de W van Frankrijk: 3-0 G van Spanje: 1-1 W van Oeganda: 3-1 V van Bondsrepubliek Duitsland: 1-2 W van Argentinië: 3-1 W van Maleisië: 3-0 W van België: 3-1 halve finale: W van India: 3-0 finale: V van Bondsrepubliek Duitsland: 0-1 |

| Groep A |                          |             |             |             |             |            |            |            |        |
| #       | Land                     | Wedstrijden | Wedstrijden | Wedstrijden | Wedstrijden | Doelpunten | Doelpunten | Doelpunten | Punten |
| #       | Land                     | G           | W           | G           | V           | V          | T          | Saldo      | Punten |
| 1       | Bondsrepubliek Duitsland | 7           | 6           | 1           | 0           | 17         | 5          | +12        | 13     |
| 2       | Pakistan                 | 7           | 5           | 1           | 1           | 17         | 6          | +11        | 11     |
| 3       | Maleisië                 | 7           | 4           | 1           | 2           | 9          | 7          | +2         | 9      |
| 4       | Spanje                   | 7           | 2           | 4           | 1           | 9          | 8          | +1         | 8      |
| 5       | België                   | 7           | 2           | 1           | 4           | 8          | 14         | -6         | 5      |
| 6       | Frankrijk                | 7           | 2           | 0           | 5           | 6          | 13         | -7         | 4      |
| 7       | Argentinië               | 7           | 0           | 3           | 4           | 4          | 9          | -5         | 3      |
| 8       | Oeganda                  | 7           | 0           | 3           | 4           | 6          | 14         | -8         | 3      |

| Datum        | Ronde   | Plaats                   | Land | Score                    | Land |
| ------------ | ------- | ------------------------ | ---- | ------------------------ | ---- |
| Groepsfase   |         |                          |      |                          |      |
| 27 augustus  | München | Pakistan                 | 3-0  | Frankrijk                |      |
| 28 augustus  | München | Spanje                   | 1-1  | Pakistan                 |      |
| 29 augustus  | München | Oeganda                  | 1-3  | Pakistan                 |      |
| 31 augustus  | München | Pakistan                 | 1-2  | Bondsrepubliek Duitsland |      |
| 1 september  | München | Argentinië               | 1-3  | Pakistan                 |      |
| 3 september  | München | Pakistan                 | 3-0  | Maleisië                 |      |
| 4 september  | München | Pakistan                 | 3-1  | België                   |      |
| Halve finale |         |                          |      |                          |      |
| 8 september  | München | India                    | 0-2  | Pakistan                 |      |
| Finale       |         |                          |      |                          |      |
| 10 september | München | Bondsrepubliek Duitsland | 1-0  | Pakistan                 |      |

### Worstelen
| Olympiër        | Discipline  | Resultaat   | Prestatie                                                                                  |
| Vrije stijl     | Vrije stijl | Vrije stijl | Vrije stijl                                                                                |
| --------------- | ----------- | ----------- | ------------------------------------------------------------------------------------------ |
| Allah Ditta     | -57kg (m)   | 20e         | 1ste ronde: V van CUB Ramos 2de ronde: V van YUG Darlev                                    |
| Mohammad Yaqoob | -74kg (m)   | 14e         | 1ste ronde: V van HUN Urbanovics 2de ronde: G van AFG Shakar 3de ronde: V van SWE Karlsson |

Afghanistan · Albanië · Algerije · Amerikaanse Maagdeneilanden · Argentinië · Australië · Bahama's · Barbados · België · Bermuda · Birma · Bolivia · Bondsrepubliek Duitsland · Brazilië · Brits-Honduras · Bulgarije · Canada · Ceylon · Chili · Colombia · Congo-Brazzaville · Costa Rica · Cuba · Dahomey · Denemarken · Dominicaanse Republiek · Duitse Democratische Republiek · Ecuador · Egypte · El Salvador · Ethiopië · Fiji · Filipijnen · Finland · Frankrijk · Gabon · Ghana · Griekenland · Groot-Brittannië · Guatemala · Guyana · Haïti · Hongarije · Hongkong · Ierland · IJsland · India · Indonesië · Iran · Israël · Italië · Ivoorkust · Jamaica · Japan · Joegoslavië · Kameroen · Kenia · Khmerrepubliek · Koeweit · Lesotho · Libanon · Liberia · Liechtenstein · Luxemburg · Madagaskar · Malawi · Maleisië · Mali · Malta · Marokko · Mexico · Monaco · Mongolië · Nederland · Nederlandse Antillen · Nepal · Nicaragua · Nieuw-Zeeland · Niger · Nigeria · Noord-Korea · Noorwegen · Oeganda · Oostenrijk · Opper-Volta · Pakistan · Panama · Paraguay · Peru · Polen · Portugal · Puerto Rico · Roemenië · San Marino · Saoedi-Arabië · Senegal · Singapore · Soedan · Somalië · Sovjet-Unie · Spanje · Suriname · Swaziland · Syrië · Taiwan · Tanzania · Thailand · Togo · Trinidad en Tobago · Tsjaad · Tsjecho-Slowakije · Tunesië · Turkije · Uruguay · Venezuela · Verenigde Staten · Vietnam · Zambia · Zuid-Korea · Zweden · Zwitserland